# سهى عراف
سهى عراف مخرجة، وكاتبة، وصحفية فلسطينية تعمل في المجال السينمائي. أخرجت عددا من الأفلام التي حازت على عددا من الجوائز. أحدث فيلمها فيلا توما جدلا بينها وبين الوزارات الإسرائيلية.

## عن حياتها
ولدت سهى عراف في قرية معليا في فلسطين عام 1969وهي تحمل الجنسية الإسرائيلية. حصلت على شهادتها في الفلسفة والأدب من جامعة حيفا عام 1990، كما حصلت على شهادتها في العلوم الإنسانية من جامعة تل أبيب. بدأت بالعمل كصحفية، ثم انتقلت إلى تقديم وإعداد البرامج والأفلام الوثائقية على التلفاز.

## أعمالها
قامت بكتابة سيناريو فيلم العروس السورية عام 2004، فيلم شجرة الليمون عام 2008، فيلم نساء حماس عام 2010، فيلم فيلا توما عام 2014 (والذي قامت بإخراجه وإنتاجه أيضا).

## الجوائز والإنجازات
حازت سهى عراف على جائزة أفضل مخرجة امرأة لعام 2014 في مهرجان المرأة الدولي للسينما والتلفزيون في لوس أنجلوس. اختارتها مجلة فرياتي الأمريكية ضمن عشر كتاب سيناريو يجب متابعتهم. حازت أفلامها على العديد من الجوائز كجائزة أفضل سيناريو في مهرجان غنت السينمائي في بلجيكا على سيناريو فيلم العروس السورية. بينما حقق فيلمها فيلا توما نجاحا كبيرا فحاز على تنويه خاص من قبل اتحاد جامعات ومعاهد السينما في مهرجان فينيسيا السينمائي الدولي، وجائزة الكنيسة لأفضل فيلم في مهرجان ريكفيك في آيسلندا، والجائزة الذهبية كأفضل فيلم في مهرجان جزر الفيجي.

## جدل حول فيلمها فيلا توما
أثار فيلم المخرجة سهى عراف (فيلا توما) جدلا بينها وبين الوزارات الإسرائيلية فهناك غضب إسرائيلي من المخرجة لتقديمها الفيلم كفيلم فلسطيني رغم أن تمويله في الغالب من أموال عامة وصناديق إسرائيلية (والتي قامت بتمويل 70% من الفيلم).اعتبرت وزارتا الاقتصاد، والثقافة الإسرائيلية وصندوق السينما أيضا أن في ذلك خرقا لشروط الدعم المالي والتي من أهمها ترقية الإنتاج الإسرائيلي، كما أصدرت وزيرة التربية والتعليم الإسرائيلية أمرا بإعادة الأموال التي استثمرت في الفيلم. من جانب آخر توضح سهى عراف أن الفيلم ملك للمنتج والمخرج وليس ملكا للصناديق، وتشدد على كونها فلسطينية تنتج أفلامها برؤية فلسطينية، وتصر على حقها في إبراز انتماءها القومي، كما تشير المخرجة سهى عراف أن أفلاما أنتجها وأخرجها إسرائيليون بتمويل أوروبي تم تقديمها كأعمال فنية إسرائيلية (كفيلم لبنان للمخرج شموئيل معوز، والذي كان تمويله ألمانيا).